# Simon Noël Dupré
Pour les articles homonymes, voir Dupré.
Simon Noël Dupré, né le 24 décembre 1814 à Quarré-les-Tombes (Yonne), et mort le 24 avril 1885 à Paris, est un docteur en médecine, poète, goguettier, chansonnier, physiologiste, et homme politique français.

## Biographie
Simon Noël Dupré est le fils aîné de Melchior Rémi Dupré, instituteur, puis huissier, et de son épouse Catherine Pierrette Roy, fille d'un marchand de bois. En 1834, il s'établit à Paris pour faire médecine. Il se passionne pour la physiologie et suit les cours de Pierre Honoré Bérard (1797-1858), Alfred Velpeau (1795-1867), et François Magendie (1783-1855). Ce dernier maître pense que la strychnine tue les animaux par asphyxie, mais Dupré pense que ce sont les convulsions qui causent la mort. Il se livre à des expériences qui démontrent qu'il a raison. Cela sera le sujet de sa thèse qu'il soutient le 6 mars 1840. Il obtient son doctorat avec mention « Bien satisfait » et se montre bien instruit sur la question de la cure radicale des hernies qu'il développera plus tard.
De retour à Quarré-les-Tombes, il exerce pendant deux années et remplace le vieux docteur Poulin dans les soins aux enfants assistés, utilisant son temps libre à des expériences et pour vérifier la théorie  contestée de Magendie. Persévérant malgré plusieurs échecs, il réussit finalement à démontrer la véracité de l'hypothèse du maître. Le 31 juillet 1843, il se rend à Paris pour lire son mémoire sur le sujet devant l'Académie des sciences. Magendie, Pierre Flourens (1794-1867) et Étienne Serres (1786-1868) sont désignés comme rapporteurs ; déçus par l'attitude dédaigneuse de ceux-ci, il décide de se tourner vers l'enseignement.
En 1843, il ouvre un cours libre d'anatomie à l'école pratique de la Faculté de médecine, et y ajoute un cours libre de médecine opératoire. En marge de l'enseignement officiel, les professeurs libres sont rétribués par leurs élèves. Ils ont beaucoup de difficultés à obtenir des cadavres, et subissent les règlements de Mathieu Orfila (1787-1853). En 1845, l'Académie confronte ses travaux sur l'embaumement avec ceux des docteurs J.P. Sucquet (1840-1870) et Gannal ; en 1846, les cadavres sont comparés et seul le travail de Sucquet est satisfaisant. Devant la menace de la fermeture du pavillon de l'École pratique aux professeurs libres, il s'adresse à Gustave Rouland (1806-1878), ministre de l'Instruction publique, qui le reçoit en audience. Devant sa détermination et celle de Paul Antoine Dubois (1795-1871), doyen de la Faculté de médecine, il leur donne raison.

### La franc-maçonnerie
Vers 1855, après la publication dans le Moniteur des hôpitaux de sa « Méthode » qu'il veut généraliser à l'étude des métiers et des sciences, celle-ci étant repoussé par l'École de médecine, il lui vient à l'idée de s'adresser à la loge maçonnique de la Fraternité des peuples. Bien reçu, il y fera deux conférences vers 1855 : De la Philosophie maçonnique et De l'Instruction maçonnique. N'étant pas intéressé par un quelconque grade dans l'ordre, ses frères s'en offusquent et le reçoivent froidement. Il abandonne alors cette loge sans même y lire un troisième discours.

### La Commune de Paris
Célibataire, Dupré habite en 1870 avec sa sœur un appartement au no 74 boulevard Saint-Germain. Après le conflit avec la Prusse, les cours à la Faculté de médecine doivent reprennent le 27 mars 1871, mais le soulèvement du 18 mars à Paris obligeant Adolphe Thiers à s’enfuir à Versailles amorce le début de la Commune de Paris. Les cours n'ayant pas repris, le gouvernement de la Commune cherche un nouveau doyen en la personne d'Alfred Naquet, qui refuse. Les communards pressentent alors Pierre Adolphe Piorry, professeur retraité, qui décline la proposition. La Commune s'adresse alors à Dupré, qui n'accepte pas ce poste de doyen.
Édouard Vaillant (1840-1915) laisse les étudiants et les enseignants réorganiser la reprise des cours. Dupré, Paul Reclus et Rambaud sont désignés par la Commune pour mener la réflexion. Devant le refus des médecins, la Commune arrête de vouloir réformer l'organisation de l'enseignement médical. Le docteur Dupré ne jouera plus aucun rôle dans la Commune par la suite. Il a d'autre part écrit une chanson pour défendre les libertés communales.

### Son amitié avec la famille Raspail
Comme son maître et ami François-Vincent Raspail, Dupré soigne gratuitement les pauvres. Cette amitié lui aliène la médecine officielle. Il enseigne l'anatomie à Camille Raspail, un des fils du savant, se liera également avec lui d'une grande amitié et devient un intime de la famille. C'est le docteur Dupré qui lira[Quoi ?] le 20 août 1874 lors des obsèques de Madame Benjamin Raspail, la bru du scientifique, qui est alors en prison pour un an. Il rendra un hommage à son maître en publiant à compte d'auteur un poème de 864 vers en 1883.

### Poète et chansonnier
Amoureux de la poésie, il écrit des vers toute sa vie. Il compose lui-même la musique de ses chansons dont seule une petite quantité est parvenue jusqu'à nous. Les premiers chants sont d'inspiration politique et en rapport avec la révolution de 1848. Il a ses habitudes à la pension Laveur, rue des Poitevins à Paris, où l'on remarque Léon Gambetta, Georges Clemenceau, Eugène Spuller et Gustave Courbet parmi les invités. Ses chansons brocardent non seulement les politiques, mais également le clergé. Il fréquente également la brasserie Andler, rue Hautefeuille, avec un groupe d'artistes, poètes, peintres et écrivains comme Courbet ou Charles Baudelaire, Jean-Baptiste Camille Corot, Jules Vallès et André Gill. On le retrouve aussi au café du musée de Cluny, boulevard Saint-Michel. C'est avec Henri du Cleuziou qu'il participe au dîner artistiques et littéraires du « Bon Bock », dans l'établissement du no 14 rue Jessaint dénommé Aux vendanges de Bourgogne.

### La fin des cours
Après s'être vu retiré le droit d'enseigner à l'École pratique, malgré ses demandes réitérées auprès du docteur Wurtz et de Jules Simon, ministre de l'Instruction publique, il assure ses cours dans une arrière-boutique de la rue de la Harpe à Paris, commençant ses cours en faisant entonner l'hymne de La Marseillaise. Dupré fait alors publier un article dans Le Rappel du 8 janvier 1873. Il demeura interdit de cours. Ayant un penchant à la boisson, son inactivité ne fera qu'aggraver cette tendance. Raphaël Blanchard, collaborateur de Paul Bert, en a fait un portrait peu flatteur.

### Dupré et la politique
En mai 1869, il se présente aux élections législatives, dans la 6e circonscription de Paris comme candidat démocrate, sa devise étant l'« Extinction par la science, du paupérisme et du parasitisme social ». Il est opposé à Adolphe Guéroult, candidat républicain de Jules Ferry, et à l'écrivain Augustin Cochin (1823-1872). Il n'obtient quelques dizaines de voix, loin derrière Jules Ferry. Il animera par la suite les réunions électorales de la salle des écoles de la rue d'Arras et, pour l'élection de 1873, il soutient le radical Barodet contre Rémusat. En 1875, il accuse dans un poème le conseil municipal de Paris de dépenses somptuaires, alors que les malades meurent dans des hôpitaux insalubres.
En 1876, dans la salle de la rue d'Arras et en présence de Victor Hugo, les orateurs proposent la candidature de Louis Blanc. Seul Dupré maintient sa candidature contre cet adversaire de poids. Le surlendemain, Louis Blanc qui n'a pu venir est acclamé comme candidat. Le 10 février, la candidature de Dupré est déclarée inopportune. En 1877, Dupré fera campagne pour Louis Blanc.
En 1881, il annonce sa candidature aux législatives et, lors de la réunion du 17 août, il est conspué par la foule. Le 21 août, il n'obtient que trois voix contre 6 837 voix à Louis Blanc. Son activité politique prend fin sur cet échec.

## Œuvres

### Publications scientifiques
Thèses et communications
- 1840 : Influence de la strychnine sur les fonctions de la moelle épinière chez les grenouilles, 22 p.
- 1840 : L'action réflexe du système nerveux, mémoire lu à l'Académie de Médecine.
- 12 février 1844, La fermentation cadavérique et les agents conservateurs, mémoire
- 1853 : Des tissus élastiques anatomie et physiologie, thèse d'agrégation, Imp. Bailly, Divry et Cie, 66 p.
- 1856 : Développement et structure du système nerveux, thèse d'agrégation, 84 p.
- 8 décembre 1857 : Présentation d'un système de contention des hernies, communication à l'Académie de médecine.
- 8 septembre 1868 : De la contention  herniaire, communication à l'Académie de médecine[3].
- 1868 : La liberté de l'enseignement médical mémoire pour le Comité Médical des Bouches-du-Rhône, il gagne le premier prix. Le prologue à la particularité d'être décrit dans un poème de 20 alexandrins.

Livres et opuscules
- 1865 : De la liberté de l'enseignement médical, 32 p.
- 1866 : Discours d'adieu de M. le docteur Dupré à ses élèves à l'ouverture de son cours le 13 novembre 1865, 31 p.
- 1868 : Discours sur la méthode, prononcé à l'École pratique, à l'ouverture de son cours de médecine opératoire le 17 février 1868, 16 p.
- 1870 : Le problème social. La science et la méthode en face du problème social, 206 p.

Articles
- 1860 : « Formule générale de la Méthode naturelle appliquée à l'enseignement des sciences et des métiers », série de trois articles parus dans : L’Éducateur populaire, nos 28, 34 et 37.
- nombreux articles parus dans des revues médicales ou des revues diverses.

### Poésie et chanson
- 1848 : La Liberté ; Chant humanitaire
- 1850 : Non les cosaques n'en boiront pas
- 1868 : Chant de la méthode
- 1868 : Autoportrait
- 1870 : Les prouesses de Gambetta :
  - Le Fellah
  - Les plaintes et les volontés de Jacques Bonhomme
  - La Banque
  - Les cris de l'agioteur
  - La profession de foi des grands prêteurs d'or
- 1875 : Notre conseil municipal
- 1876 : Le droit municipal
- 1883 : Les doctrines de François-Vincent Raspail sur l'infection de l'organisme par les parasites, les ferments, et les miasmes, exposés en vers
- Les nerfs crâniens
- Le pape se rendant en enfer
- Cana en goguette
- Le petit Norbert
- Prométhée
- La danseuse et l'archevêque
- Les oripeaux, chanson publiée dans la  Chanson illustrée le 6 mars 1881.
- L'enfant blanc du druide

## Élèves notables
Au cours d'anatomie et médecine opératoire (vers 1854)
- Paul Bert (1833-1886)
- Camille Raspail (1827-1893), docteur en médecine, fils de François-Vincent Raspail.
- Lupicin Léopold Paget, dit Paget Lupicin[4]

Au cours d'anatomie artistique (de 1850 à 1852)
- Jean-Louis Hamon (1821-1874), peintre ;
- Jean-Ernest Aubert ;
- François Henri Nazon.

À l'École impériale de dessin
Dupré est engagé par son directeur Jean-Hilaire Belloc entre 1831 et 1866 comme remplaçant du professeur d'anatomie. Après deux ans d'enseignement, il doit être nommé professeur titulaire pour poursuivre ses cours, or la titularisation lui est refusée. Il doit quitter ses cours malgré les protestations de ses élèves.